# جي فان دن برغ
جي فان دن برغ هو لاعب وسط كرة قدم إندونيسي سابق، لعب مع منتخب الهند الشرقية الهولندية في كأس العالم 1938.

## وصلات خارجية
جي فان دن برغ على موقع الاتحاد الدولي (مؤرشف)  (الإنجليزية)